# Notting Hill (film)
Notting Hill är en brittisk romantisk komedi från 1999 med Julia Roberts och Hugh Grant i huvudrollerna. Manus skrevs av Richard Curtis. Filmen hade biopremiär i Sverige den 30 juni 1999.

## Handling
Filmstjärnan Anna Scott (Julia Roberts) möter den frånskilde William Thacker (Hugh Grant), som driver en bokhandel specialiserad på reseguider tillsammans med biträdet Martin (James Dreyfus). Affärerna går inte riktigt så bra som han hoppats. William bor tillsammans med en inneboende från Wales vid namn Spike (Rhys Ifans) i Notting Hill i London. Mellan William och Anna uppstår äkta kärlek, men de glider ifrån varandra på grund av Annas kändispojkvän (Alec Baldwin).
När William får ett meddelande från Anna att han kan komma till hennes hotell för att träffa henne har han missförstått det hela och tvingas spela rollen av en journalist för att få en intervju. Han utger sig för att skriva i "Horse and Hound" och frågar om det finns några hästar eller hundar i filmen hon håller på att spela in. Svaret är att filmen utspelar sig i rymden. 
William kan ändå inte sluta tänka på Anna. Kan det någonsin bli de två igen, trots att de kommer från två skilda världar? Han får hjälp och stöd av sina goda vänner, som visserligen försöker att hitta en annan kärlek åt honom, men sedan rycker ut med full styrka när han får chansen att träffa Anna igen.

## Om filmen
I en scen kommer en man in i Williams bokhandel och frågar om de har några böcker av Charles Dickens. William förklarar då att det har de inte, eftersom de "bara säljer reselitteratur". Men sanningen är att Dickens faktiskt skrev flera resehandböcker, exempelvis American Notes och Pictures from Italy. Bokhandeln finns på riktigt, men i verkligheten säljer de antikviteter och inte reselitteratur. På samma gata finns ett kontor för manusförfattaren Richard Curtis produktionsbolag.
Även huset med den blå dörren som William bor i finns i verkligheten. Richard Curtis ägde det huset en gång i tiden. Den blå dörren såldes på auktion efter att filmen haft premiär, och någon ska sen ha skrivit "R.I.P blue door" på väggen alldeles bredvid dörröppningen. Även huset såldes. Den blå dörren lär nu finnas någonstans i Devon, England. Den blå dörren ersattes av en svart dörr, så att ingen skulle känna igen huset. Men huset kändes ändå igen, då någon skrev "This is the Hollywood door" på väggen. Ett annat hus användes för scenen där William hjälper Anna att lära sig sina repliker på taket.
I en scen får Anna Scott frågan hur mycket hon tjänade på sin senaste film, och hon svarar att hon fick 15 miljoner dollar. Det var så mycket Julia Roberts fick för att medverka i Notting Hill.[källa behövs]
Delar av Notting Hill spelades in på Kenwood House.

## Rollista i urval
- Julia Roberts – Anna Scott
- Hugh Grant – William Thacker
- Emma Chambers – Honey Thacker, syster till William
- Richard McCabe – Tony
- Rhys Ifans – Spike
- James Dreyfus – Martin
- Alec Baldwin – Annas kändispojkvän
- Tim McInnerny – Max
- Gina McKee – Bella, Max fru
- Hugh Bonneville – Bernie
- Mischa Barton – barnstjärna

## Utmärkelser
Notting Hill vann 2000 BAFTAs pris "Audience Award for Most Popular Film". Filmen fick pris som bästa komedifilm på "British Comedy Awards" 1999.